# Straalkapel

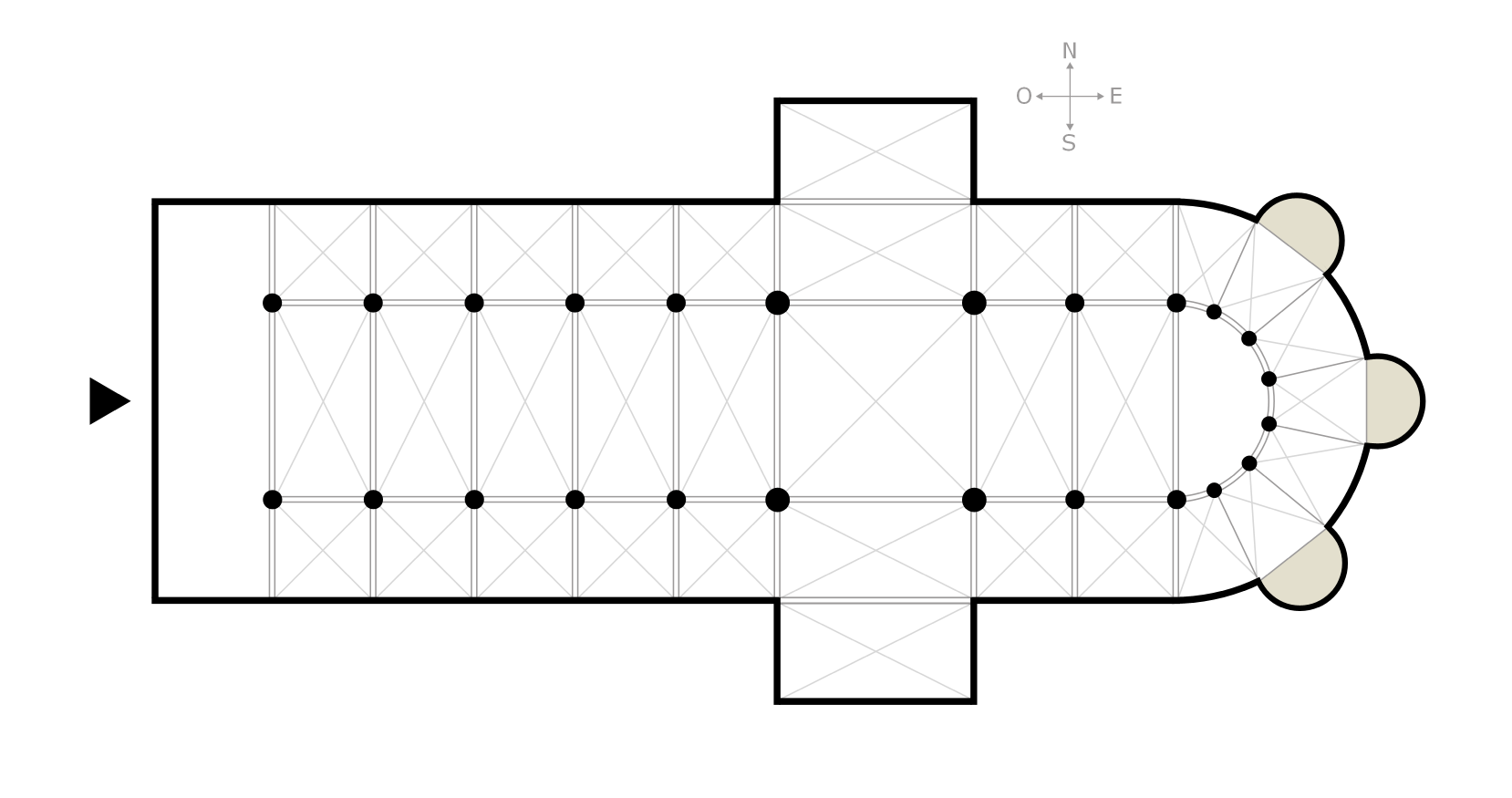
Locatie van het apsidiool (grijs) in een kruiskerk

Een straalkapel, transkapel, kranskapel of apsidiool is een kapel die aan het koor of de kooromgang van een kerk is gebouwd. De term 'straal' verwijst naar de stralenkrans om het hoofd van Jezus.

## Straalkapellen per bouwstijl

### Romaanse stijl
Een voorloper van de straalkapel werd al in de romaanse bouwkunst toegepast, maar wordt dan meestal aangeduid als apsidiool (kleine apsis). Vaak zijn apsidiolen aan een kooromgang gebouwd of daarmee geïntegreerd, maar soms grenzen de kapellen direct aan het koor of aan het transept. In het laatste geval vormen ze geen krans om het koor, maar flankeren het, of vormen een krans om het uiteinde van het transept. Een eenvoudig voorbeeld is de Duomo di Modena met een apsis op het einde van elk van de drie beuken. Twee voorbeelden van grote pelgrimskerken, met negen apsidiolen aan transept en koor, zijn de Basilique Saint-Sernin de Toulouse en de Kathedraal van Santiago de Compostella.

### Gotische stijl
In de gotische kerkenbouw grenzen kranskapellen vrijwel altijd aan de kooromgang. De meeste grotere kerken uit die periode hebben drie tot vijf straalkapellen. Hoe groter en belangrijker de kerk was, hoe meer straalkapellen aan de kooromgang werden gebouwd. Zo hebben de Notre-Dame van Amiens en de Dom van Keulen elk zeven straalkapellen, met op de zijmuur van de laatste kapellen nog een altaar dat op het einde van het schip staat. In Amiens zijn in het verlengde hiervan nog eens elf zijkapellen aan het schip gebouwd. De Brabantse gotiek wordt gekenmerkt door een kooromgang met zeven straalkapellen. Voorbeelden zijn de Sint-Janskathedraal in Den Bosch, de Sint-Martinuskerk in Aalst, en de collegiale Sint-Pieterskerk te Leuven.

### Sagrada Familia
Antoni Gaudí maakte voor zijn Sagrada Família een uniek ontwerp met zeven straalkapellen en twee enorme wenteltrappen die elk ruim 45 meter de hoogte in gaan.

## Galerij

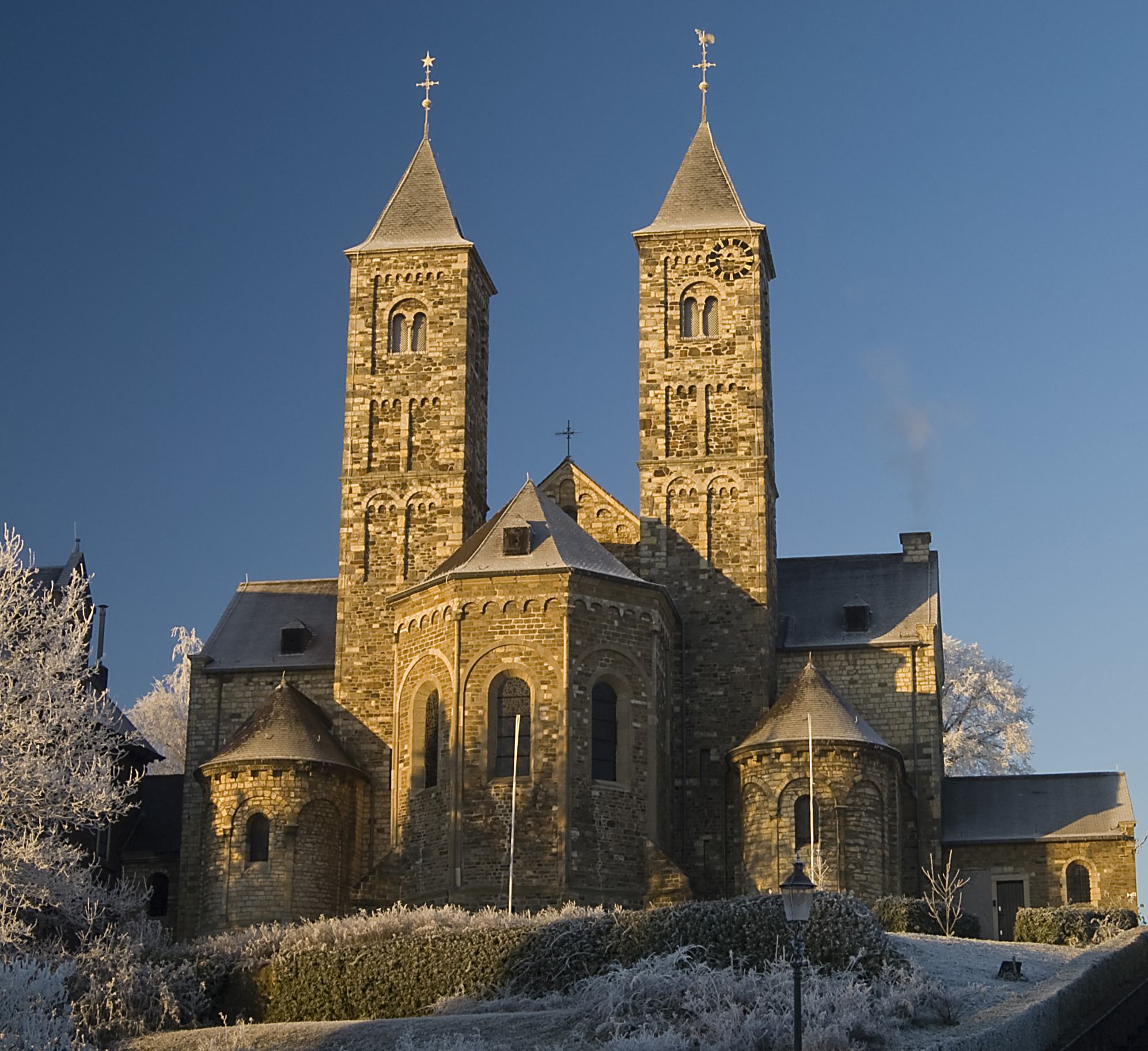
Flankerende apsidiolen, Basiliek van Sint Odiliënberg
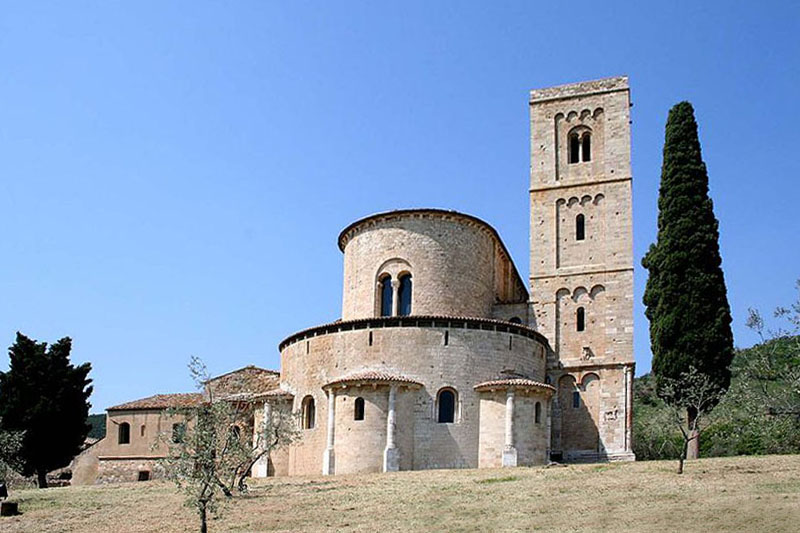
Apsidiolen, abdij Sant'Antimo, Montalcino, [[Toscane (hoofdbetekenis)|]]
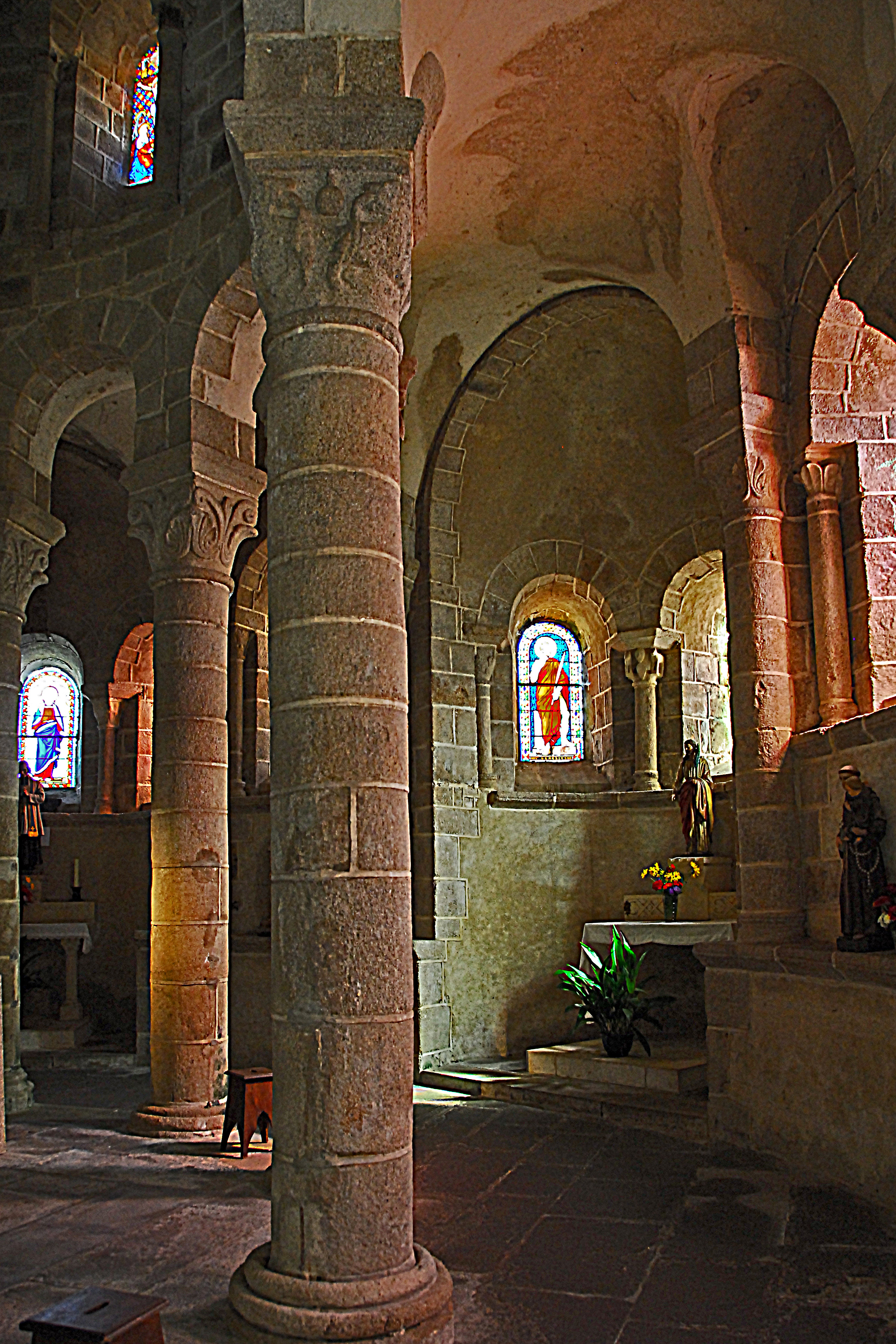
Apsidiool, kerk van Notre-Dame, Châtel-Montagne
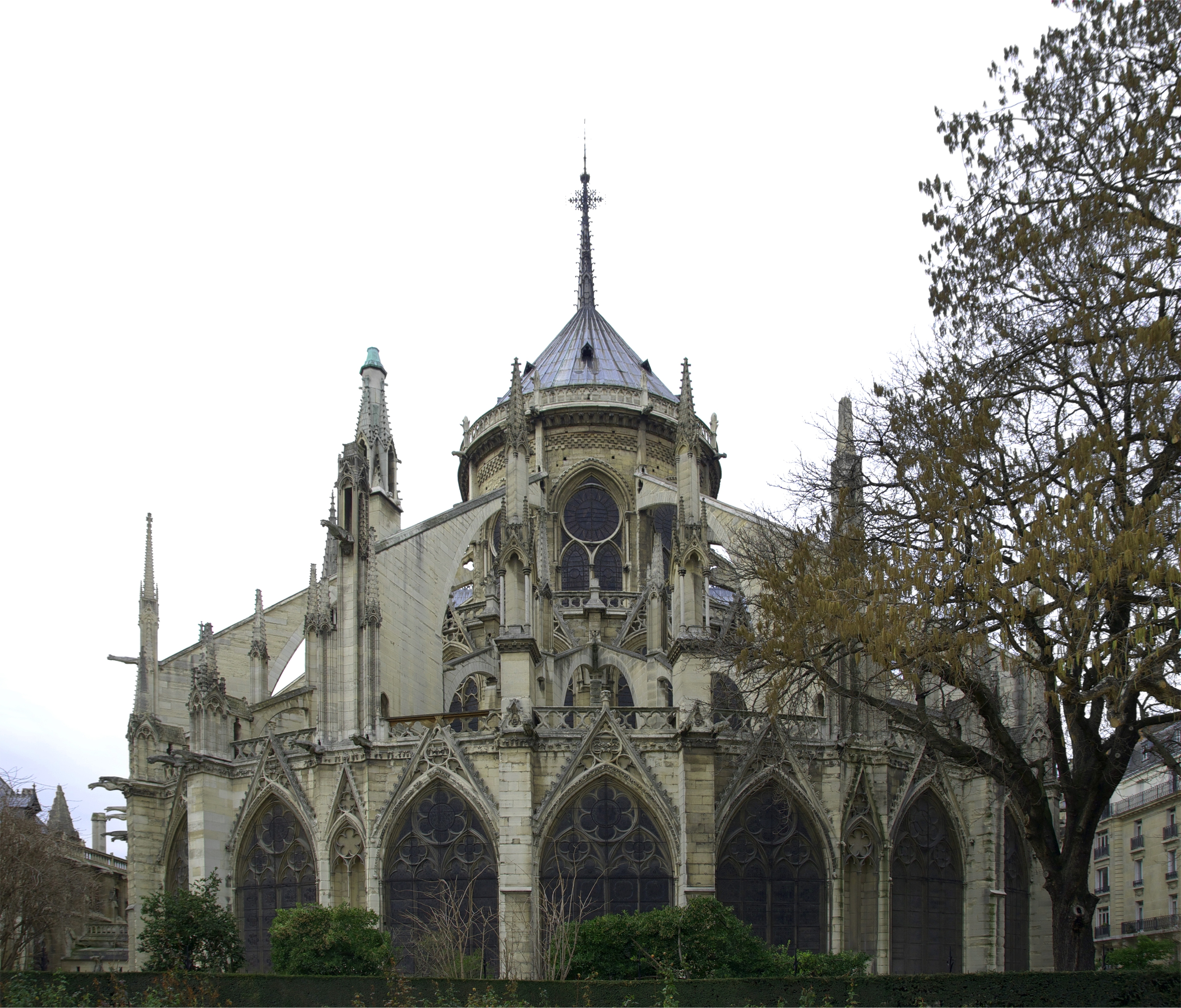
Krans van straalkapellen Notre-Dame, [[Parijs (hoofdbetekenis)|]]
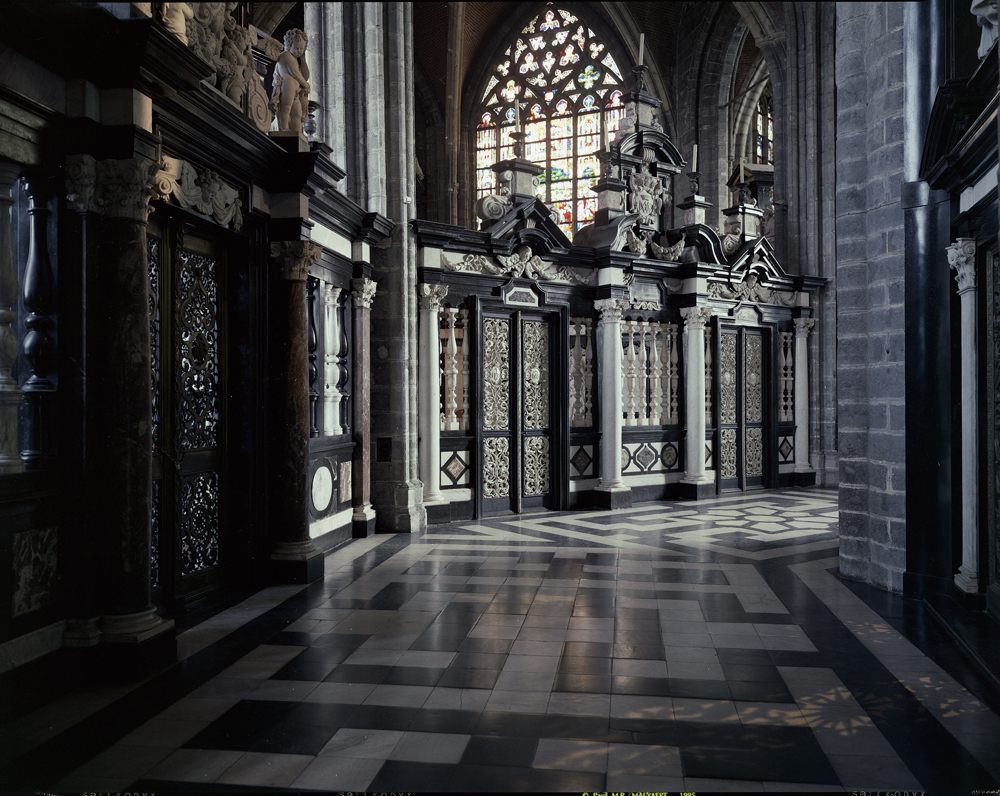
Kooromgang met straalkapellen, Sint-Baafskathedraal, Gent
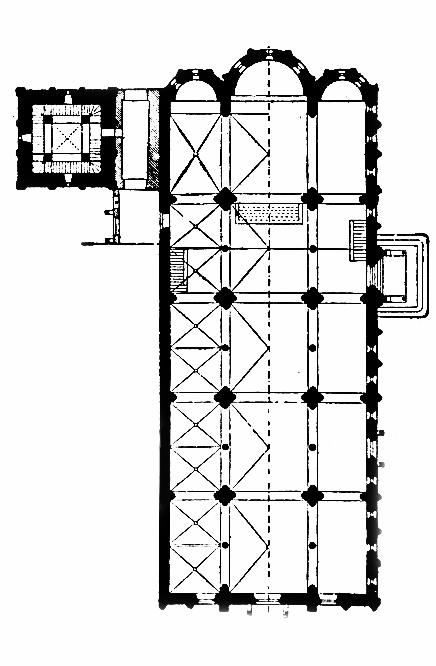
Romaanse apsis Duomo di Modena
Romaanse plattegrond van Santiago de Compostella
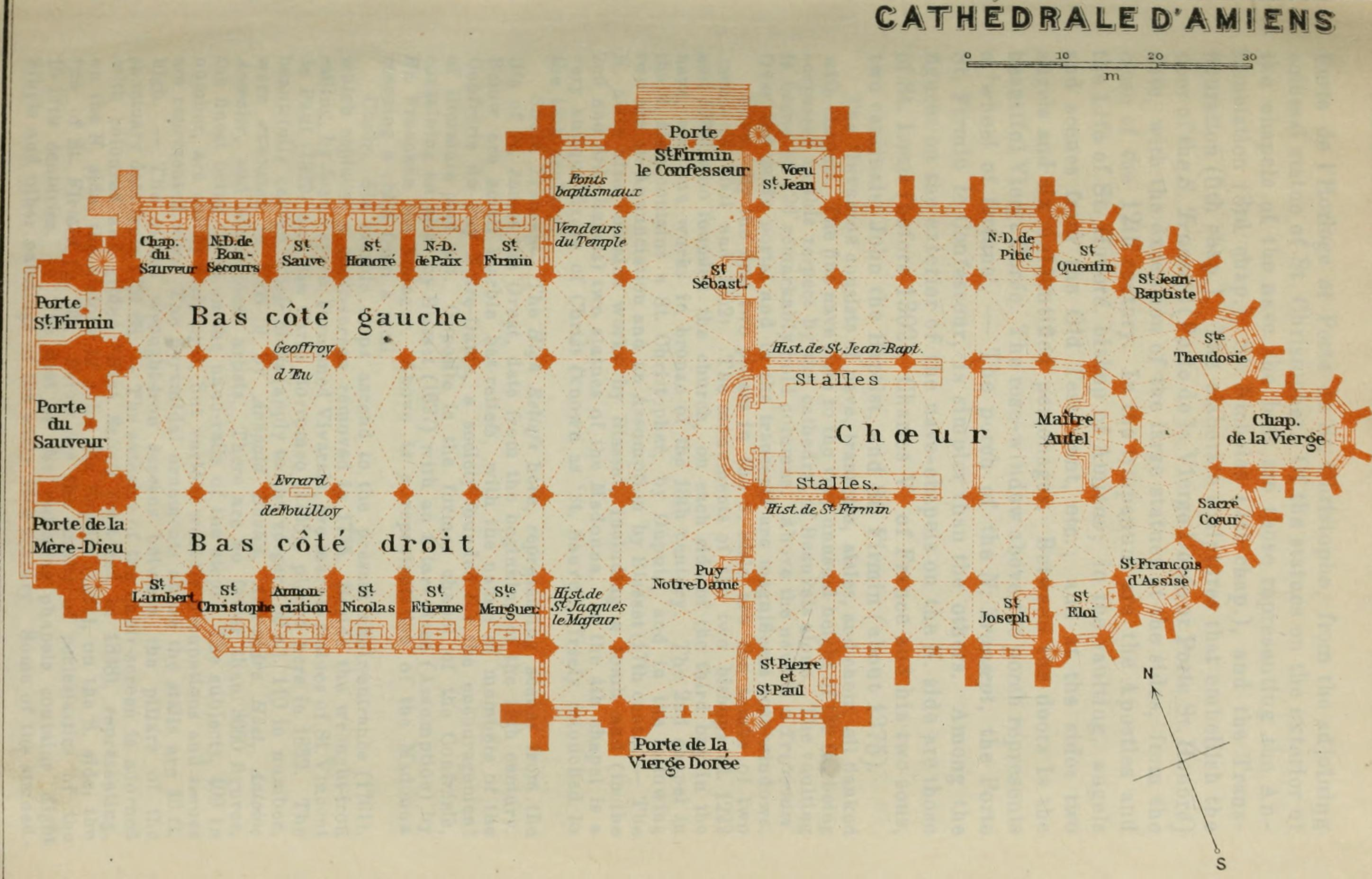
Gothische Notre-Dame van Amiens, Picardië
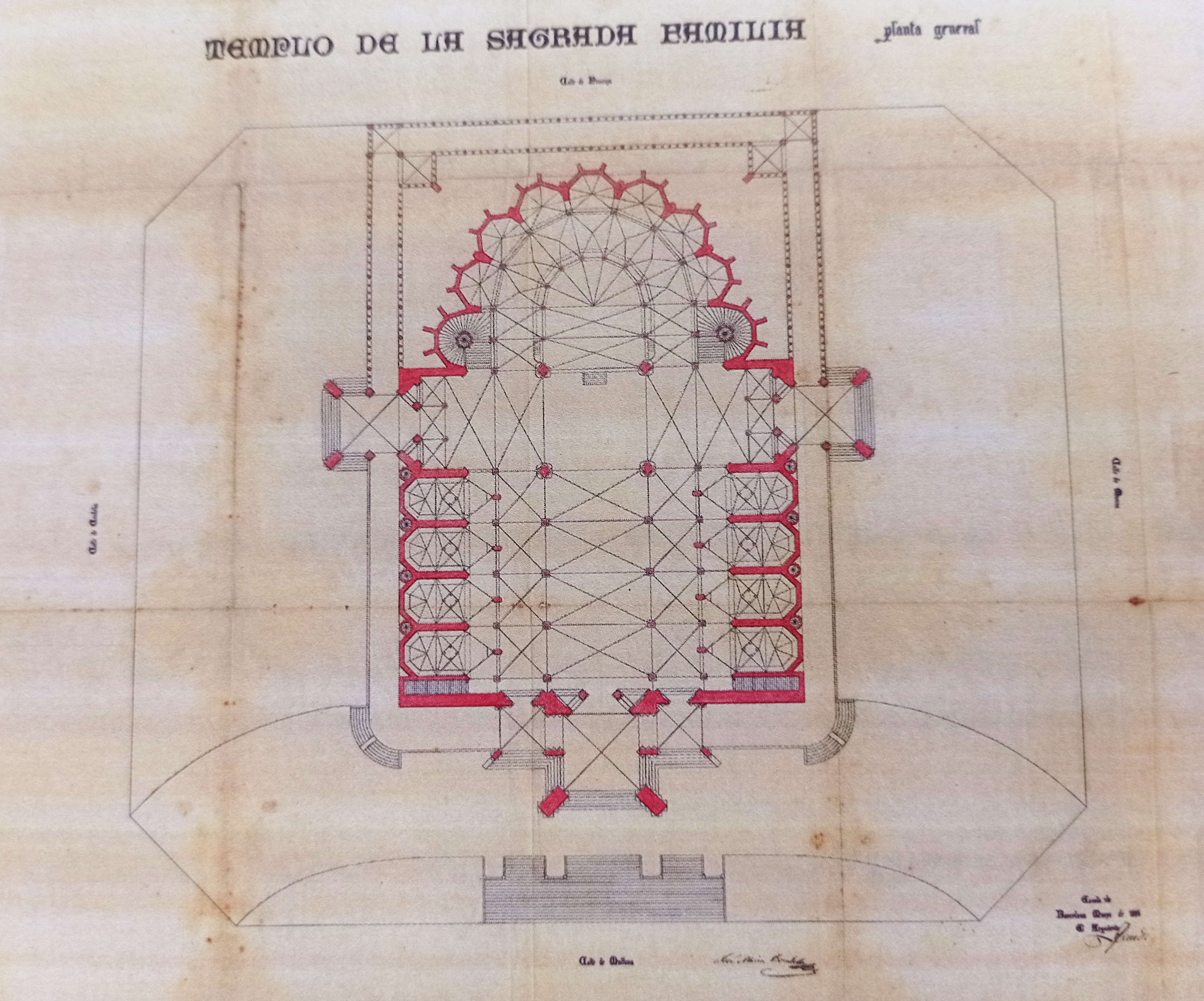
Straalkapellen met wenteltrappen, Sagrada Família, [[Barcelona (hoofdbetekenis)|]]